# Automeris bahamata
Automeris bahamata é uma espécie de mariposa do gênero Automeris, da família Saturniidae.
Sua ocorrência foi registrada no Brasil. A espécie foi localizada na cidade de Camacan, na Bahia, a uma altitude de 750m.